# Töpferberg (Treffurt)
Der Töpferberg ist ein heute größtenteils bewaldeter Berg und gehört zum überwiegenden Teil zum Stadtgebiet von  Treffurt im nordwestlichen Teil des Wartburgkreises. Über den Töpferberg verläuft ein kurzer Abschnitt der hessisch-thüringischen Landesgrenze bei Wanfried nahe der Feldmühle. Unterhalb des Töpferberges lag bis in die 1950er Jahre die zu Treffurt gehörende Siedlung Kleintöpfer mit einer Ziegelei.
Über den Berg verläuft eine mittelalterliche Landwehr, sie gehörte zu den äußeren Befestigungsanlagen der Burg Normannstein und der Stadt Treffurt und sperrte den Zugang in das Werratal am Heldrabach.
Wegen seiner Grenzlage war der Töpferberg ein ideales Versteck für Schmuggler und wurde auch in den Jahren der „Grünen Grenze“ von Flüchtlingen aus der Sowjetischen Besatzungszone (SBZ) für den Grenzübertritt genutzt. Um den Berg führte der westliche Abschnitt der Bahnstrecke Mühlhausen–Treffurt mit dem Haltepunkt Kleintöpfer.